# ג

筆記体

ג（ギメル、ヘブライ語: גימ״ל, גִּימֶל gimmel）はヘブライ文字の3番目の文字。ヘブライ数字の数価は3。
アラビア文字のج、ギリシャ文字のΓ、キリル文字のГ、ラテン文字のCあるいはGに対応する。

## 音声
有声軟口蓋破裂音/ɡ/を表す。ヘブライ語のティベリア式発音では破裂音の/ɡ/と摩擦音の/ɣ/の2種類の発音があり、破裂音であることを表すためにダゲシュ記号を加えて「גּ」と書いた。本来、母音に後続する位置で、重子音でない場合に摩擦音で発音された。しかし現代ヘブライ語では常に破裂音で発音される。
現代ヘブライ語で主に外来語に使用する有声後部歯茎破擦音/dʒ/は「ג׳」と表記される。

## 起源
ラクダ（ヘブライ語: גמל gamal）を描いた文字に由来すると言われるが、実際には原カナン文字・フェニキア文字以来2つの線が頂点で接した単純で幾何学的な形（）をしており、ラクダには見えない。サンブソンはラクダのこぶを様式化して表したものと考えている。一方ウィリアム・オルブライトはこの文字が投げ棒を表していると考えた。